# Горо (Mortal Kombat)
Го́ро (англ. Goro) — персонаж из вселенной Mortal Kombat, созданной Эдом Буном и Джоном Тобиасом. Впервые он появляется в оригинальной игре Mortal Kombat в качестве босса, который бросает вызов игроку перед финальным боем с Шан Цзуном. Принц Горо относится к расе, называемой Шокан, четырёхруких существ, полулюдей-полудраконов. В течение 500 лет Горо был чемпионом турнира «Смертельная битва», прежде чем в оригинальной игре его победил будущий чемпион Лю Кан. В отличие от большинства персонажей в игре, которые были оцифрованными моделями живых актёров, Горо представлял собой глиняную скульптуру, анимированную посредством технологий кукольной мультипликации.
Вместо Горо в двух последующих играх серии были представлены двое других бойцов его расы: Кинтаро и Шива. Однако уже как играбельный персонаж он вернулся в Mortal Kombat Trilogy, а затем появился в домашних версиях Mortal Kombat 4 как суббосс и разблокируемый персонаж, причём согласно сюжетной линии, реабилитировал себя на стороне добра. Горо, заключивший пакт с Шао Каном, вернулся снова в качестве злодея и играбельного бойца в версиях игры Mortal Kombat: Deception 2004 года для GameCube и PSP. Впоследствии он появился в Mortal Kombat: Armageddon, перезагрузке 2011 года и продолжении 2015 года.
Принц Горо считается одним из культовых персонажей серии, причём рецензенты отмечают его как одного из самых запоминающихся и трудных боссов в истории видеоигр. Он также представлен в других медиа-источниках франшизы, таких как ряд комиксов Mortal Kombat и фильм 1995 года «Смертельная битва», включая его анимированный приквел «Смертельная битва: Путешествие начинается».

## Концепция и дизайн
Согласно Джону Тобиасу, основоположнику серии, Горо был создан в результате обсуждения с Эдом Буном, вторым сооснователем, возможности введения в первую игру «большого угрюмого персонажа». В соответствии с первоначальной концепцией персонажа, предполагался двурукий гуманоид Рокуро, член «расы воинов-демонов, называемых Рокуро-куби (демонами тьмы)», ошибочно «признанных дикими варварами», которые участвуют в турнире, «чтобы возродить гордость и уважение своей расы». Идея создания персонажа с четырьмя руками появилась после просмотра одного из фильмов о Синдбаде. В 2011 году Тобиас рассказывал: «Горо первоначально назывался Гонгоро, но мы решили сократить его имя. На моём первоначальном наброске концепции, Горо имел 3 пальца и большой палец на каждой руке. Курт Чиарелли благоразумно изменил его на 2 пальца и большой палец».
В отличие от других персонажей первой игры Mortal Kombat, Горо не был цифровой копией актёра, а представлял собой глиняную скульптуру, созданную Куртом Чиарелли, которую впоследствии он использовал в качестве основы для латексной модели, изготовленного им макета высотой 12 дюймов. После записи видео с актёром, выполняющим захват движения, аналогичные тем, что делает Горо в игре, Тобиас посредством технологий кукольной мультипликации двигал тело макета в соответствии с движениями актёра, кадр за кадром. Согласно Буну, скульптура из глины, использовавшаяся для оживления Горо в первом фильме «Смертельная битва», перекручивалась и изгибалась многократно, поэтому просто развалилась.

## Появления

### В играх
После победы над Великим Кун Лао, Горо стал великим чемпионом турнира «Смертельная битва». В течение 500 лет он оставался непобедимым и помогал Шан Цзуну в осуществлении планов Шао Кана в отношении господства над Земным Царством. Однако в 10-й раз подряд отстаивая своё право чемпиона, он столкнулся с Лю Каном. Воспользовавшись самоуверенностью Горо, непобедимого воина на протяжении многих лет, Лю Кан одержал победу. Горо исчез в конце турнира, и его считали мёртвым. Предполагалось также, что за это время он фактически отступил в своё королевство. Впоследствии самого Горо заменил другой представитель его расы, Кинтаро, который стал ближайшим помощником Шао Кана во время событий Mortal Kombat II (1993). Как играбельный персонаж, Горо появляется в Mortal Kombat Trilogy (1996), а также в игре Mortal Kombat 2011 года.
Горо возвращается в Mortal Kombat 4 (1997) после поражения Шао Кана. Несмотря на намерение отомстить Лю Кану, Горо стал интересоваться вопросами своей собственной расы и впоследствии присоединился к своим товарищам шоканам в войне против кентавров. Однако вмешалась принцесса Китана, которая договорилась о перемирии и мирном соглашении между обеими расами, между тем Кун Лао, пожелавший бросить вызов убийце своего предка, сорвал переговорный процесс. В качестве символической мести, шаолиньский монах слегка задел Горо острыми краями своей шляпы, оставившими, тем не менее, шрамы на его груди, таким образом они были в расчёте и обменялись рукопожатием. Когда Шиннок и его легион были разгромлены, а Эдения снова стала свободной, Горо и остальные шоканы решили объединиться с эденийцами, и подписали мирный договор с кентаврами в качестве условия их нового партнёрства.
Годы спустя, во время событий Mortal Kombat: Deadly Alliance (2002), объединёнными силами эденийцы и шоканы атаковали ослабленную армию Шао Кана. Нуб Сайбот нанёс измождённому битвой Горо удар сзади, в результате чего он был смертельно ранен и, по-видимому, умирал на поле битвы от полученной травмы, пока Китана занималась подготовлением церемонии королевских похорон для принца шоканов. Тем не менее, Горо сумел выжить, будучи спасённым от неминуемой гибели самим Шао Каном, пообещавшим вернуть шоканам их прежнюю славу и изгнать кентавров в обмен на его преданность. Согласившись с этими положениями, Горо поставил свою королевскую печать на обезображенном трупе убитого шокана (которого нашли Китана с шоканами и приняли за него), и снова оказался на стороне Шао Кана. Горо также появляется в качестве босса в Mortal Kombat: Shaolin Monks и атакует обоих монахов, как Лю Кана, так и Кун Лао.
В режиме «Konquest» Mortal Kombat: Armageddon (2006), Тэйвен в крепости Шао Кана встречает Горо, охранявшего как самого императора, так и его союзников. Горо пытался помешать Тэйвену, намеревавшемуся убить Куан Чи, однако потерпел поражение, в то время как Тэйвен уходит. Персонаж соответствует своей прежней роли в основной серии в одноимённой игре 2011 года, перезапускающей хронологию событий первых трёх частей. Горо был доступным играбельным персонажем при оформлении предзаказа игры Mortal Kombat X (2015), причём его отсутствие в сюжетной линии объясняется содержанием комикса, выпускавшегося в качестве приквела. Он примкнул к Милине, предавая таким образом Коталь Кана, поскольку тот использовал Горо в качестве раба, что, конечно же, не нравилось принцу шоканов. Позже, во время обороны крепости, он убил Коталь Кетца, присвоив себе молот Шао Кана (прежним владельцем которого был Кетц). Коталь Кан, в отместку за смерть своего отца, лишает Горо пары правых рук. Горо просил смерти, но Коталь Кан отправил принца к его отцу, королю шоканов. Испытывая стыд, Горо был прощён за позорное поражение в бою. Однако потом короля шоканов убивает правитель Внешнего Мира, а самого Горо изгоняют, так как инвалид не может быть королём шоканов. Горо является последним персонажем, с которым сталкивается игрок перед Шинноком в режиме «Classic Ladder».

### Другие медиа и мерчандайзинг
Горо появлялся в серии комиксов Mortal Kombat от Malibu Comics, причём стал ключевым персонажем в посвящённой ему минисерии под названием «Goro: Prince of Pain», состоящей из трёх выпусков. История, в соответствии с которой, победивший Великого Кун Лао Горо являлся действующим чемпионом турнира «Смертельная битва», практически полностью совпадала с описанием персонажа в игровом профиле. Горо в одиночку легко мог справиться в битве с защитниками Земного Царства, и поэтому казался непобедимым, но только не для Райдэна. Он оставался непобеждённым в течение первых трёх выпусков минисерии «Blood & Thunder», и впервые потерпел поражение только во втором выпуске «Goro: Prince of Pain» против созданного Загготом (англ. Zaggot) комбатанта. После своего поражения в минисерии «Battlewave» Горо остался на Земле и, обозлённый, начал охотиться за земными воинами; он ранил Джакса, однако не смог справиться с Лю Каном. В конце четвёртого выпуска представлен мини-рассказ «When Titans Clash» (с англ. — «Когда сталкиваются титаны»), согласно которому Горо возвращается во Внешний Мир, чтобы сражаться за Шао Кана, и по пути вступает в противостояние с Кинтаро, причём разрешает конфликт в свою пользу.
Горо, в соответствии со своей оригинальной историей, появляется как чемпион «Смертельной битвы» в экранизации видеоигры. Пропитанный авторитарными традициями Внешнего Мира, Горо изображается злобным презирающим людей воином, который после победы над целой чередой противников, включая Арт Лина (англ. Art Lean), друга Джонни Кейджа, сам, в свою очередь, был сброшен последним со скалы. Горо озвучивал Кевин Майкл Ричардсон, а голосовые эффекты персонажа создавал Фрэнк Уэлкер.
В новеллизации фильма Горо представлен чуть более благородным созданием. Кейдж не способствовал его падению со скалы, так как Горо упал намеренно, пояснив, что скорее умрёт, чем будет жить в позоре, и что воины-шокан погибают в бою.
В мультфильме «Смертельная битва: Путешествие начинается», Горо вступает в конфронтацию со своим старшим братом Дьюраком за драгоценное яйцо, которое победитель как дань уважения должен преподнести отцу Горбаку. Горо проигрывает бой, и уцепившись за край, висит над пропастью, а Дьюрак пытается его вытащить. В конце концов, Горо предательски сбрасывает своего брата в пропасть.
Первоначально предполагалось, что персонаж должен появиться во втором сезоне веб-сериала «Смертельная битва: Наследие», однако Горо появится только в предстоящем третьем сезоне.
В фильме Стивена Спилберга «Первому игроку приготовиться» Горо появляется в качестве камео. Артемида замаскировалась под персонажа, чтобы увести Уэйда от публики, после того как тот нашёл первый ключ. Как только они остаются наедине, из груди Горо вдруг показывается голова Ксеноморфа, которая поедает шокана. Однако же таким замысловатым движением руки Артемида просто расстегнула застёжку костюма игрового персонажа, и разоблачила себя.
Jazwares в 2007 году выпустила семидюймового игрушечного Горо, а в 2012 году появился набор, который состоял из двух фигурок — пятидюймового четырёхрукого гиганта и четырёхдюймовой модели Джонни Кейджа.

## Приём
В целом критики положительно отзывались как о самом Горо, так и его роли в серии. TechTree.com в 2006 году указал персонажа среди своих излюбленных злодеев, а Навнит Пракаш предположил, что именно Горо, «пожалуй, является самым трудноубиваемым боссом» в первой игре. В 1998 году Джефф Герстманн из GameSpot, положительно оценивший дизайн и геймплей «плохого мальчика» в МК4, отмечал, что «Горо выглядит потрясающе в 3D». Алекс Наварро, другой обозреватель из GameSpot, называл битву против Горо в Mortal Kombat: Shaolin Monks одной из самых лёгких в игре.
Горо стал 20-м среди 47-и самых дьявольских злодеев видеоигр всех времён, в соответствии с рейтингом PC World Australia, и 67-м в похожем списке 100 главных злодеев видеоигр, составленном IGN. Исполняемый персонажем «уродливый танец», позабавил Криса Литтлера из UGO, который в 2010 году указал Горо среди 50-и труднопроходимых причудливых боссов. В соответствии с рейтингом того же самого сайта, «массивный четырёхрукий бегемот» в 2012 году оказался 22-м среди 50-и лучших персонажей серии. Он оказался в списке GameSpot из 10-и самых незабываемых битв с боссами, из-за того, что его трудно победить в первой игре серии, и несмотря на последующее введение персонажей ему подобных, Горо по-прежнему оставался «великим чемпионом». Обозреватель Unreality Mag, указавший Горо в аналогичном списке, признавался, что «первоначальная встреча [с персонажем] определённо испугала» его. В 2010 году Горо расположился на 7-м месте, в соответствии с рейтингом лучших персонажей Mortal Kombat за всё время, по версии Game Play Book. Джош Виртанен из Cheat Code Central указал персонажа 4-м среди 10-и значимых для себя смертоносных комбатантов.
В 2005 году Грегу Касавину из GameSpot, положительно оценившему версию Mortal Kombat: Deception для GameCube, Горо показался «слегка анемичным», тогда как Мигелю Лопезу из GameSpy анатомические пропорции персонажа вообще показались «слегка странноватыми, даже для четырёхрукого гиганта». В 2008 году IGN указал Горо в числе персонажей, которых хотелось бы видеть в Mortal Kombat vs. DC Universe в качестве загружаемого контента.
В 1994 году Ларри Армстронг в своей статье для Businessweek охарактеризовал куклу Горо из первого фильма, как «самое совершенное механическое творение, когда-либо созданное в Голливуде». IGN упомянул Горо среди персонажей, появления которых они жаждут видеть в анонсированном третьем по счёту художественном фильме.